# Land Grid Array
Il Land Grid Array (LGA) è un'interfaccia fisica di connessione per i processori introdotta da Intel. A differenza dell'interfaccia PGA (Pin Grid Array), precedentemente utilizzata nella maggior parte dei socket Intel e AMD, non sono presenti pin sul processore, sostituiti da contatti in rame sottoposto a doratura elettrolitica, che toccano dei pin posti sul socket della scheda madre.
Intel lanciò l'interfaccia LGA nel giugno 2004, presentando il socket 775 per processori Pentium 4 (e successivamente utilizzato per Pentium D e Core 2 Duo) e continuerà ad utilizzarla nei futuri socket B e H. Anche AMD adotterà l'interfaccia LGA nel socket L1 per CPU Opteron X2.
Tra i principali vantaggi di questo tipo di connessione vi sono i minori costi produttivi, la possibilità di aumentare la densità dei pin e la superficie di contatto tra processore e socket, permettendo un flusso di corrente più stabile anche a frequenze elevate. Tuttavia i produttori di schede madri hanno visto l'LGA come un tentativo di Intel di liberarsi dei problemi di rottura dei pin, che vanno a carico dei produttori stessi.

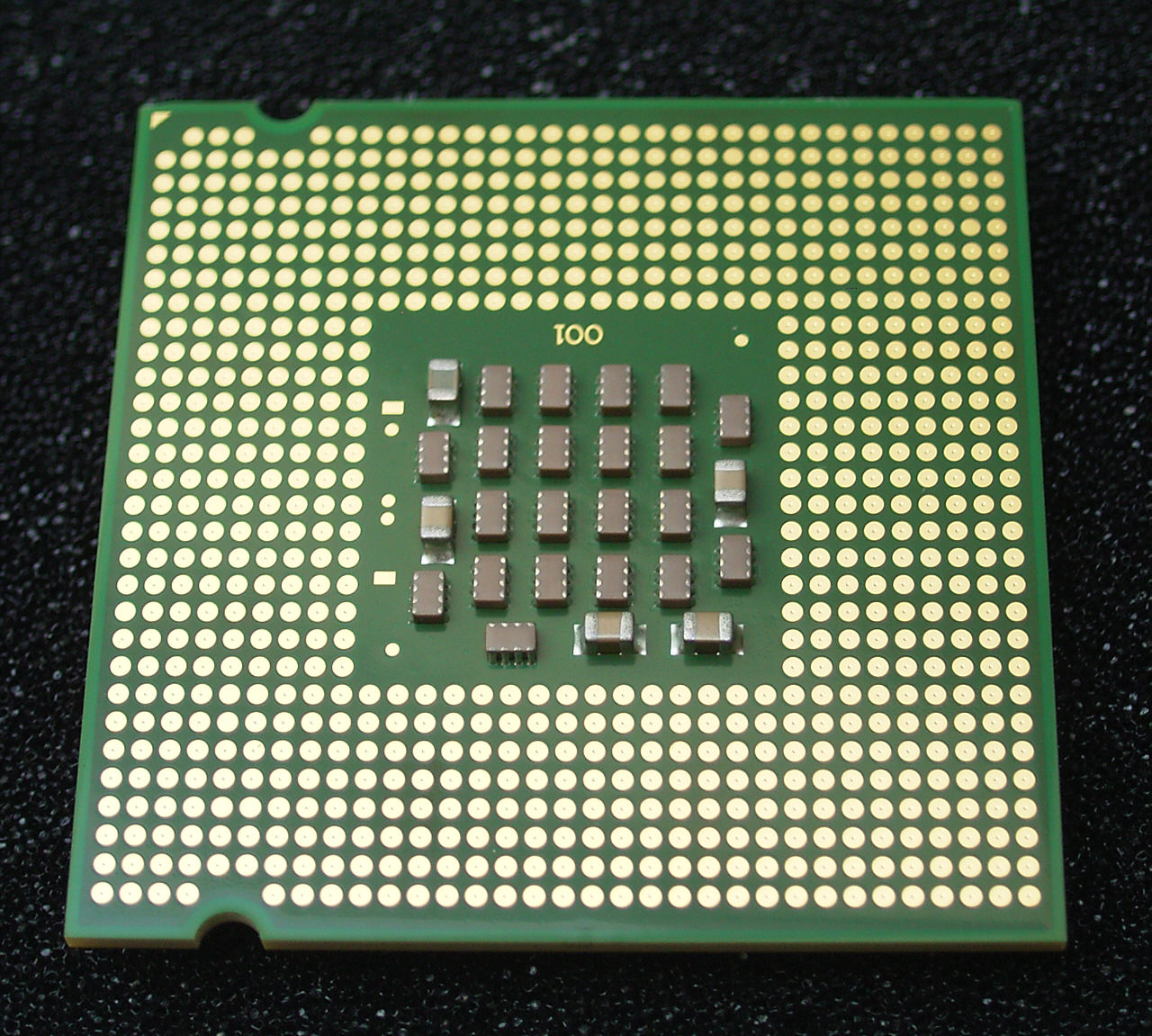
Contatti del processore
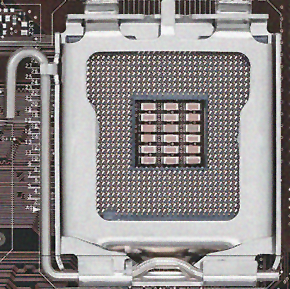
Contatti del socket